# Ngāti Whakaue
Ngāti Whakaue est un iwi maori de la confédération Te Arawa en Nouvelle-Zélande, descendant de Whakaue Kaipapa, fils d'Uenuku-kopakō et petit-fils de Tūhourangi (en).
La tribu vit dans le district de Rotorua et descend du waka Arawa,. Le village de Ngāti Whakaue Ōhinemutu se trouve dans le canton de Rotorua. Le chef Ngāti Whakaue, Pūkākī, est représenté sur la pièce de 20 cents néo-zélandaise.
Le Ngāti Whakaue Education Trust Board administre des subventions à une gamme de projets éducatifs et a été une source de financement pour le Rotorua Boys' High School (en), le Rotorua Girls' High School (en), le Rotorua Lakes High School (en) et le Western Heights High School (en) depuis sa création en 1881 dans le cadre de l'accord Fenton,,,. Les revenus du Trust proviennent principalement des baux commerciaux dans Rotorua Central (en), qui ont fortement augmenté à l'expiration des baux de 99 ans en 1980. En 2023, le Trust a déclaré un bénéfice net après taxe de 9 004 155 $.
Te Arawa FM est la station de radio de Te Arawa iwi, comprenant Ngāti Whakaue, Ngāti Pikiao (en) et Tūhourangi. Elle a été créée au début des années 1980 et est devenue une entité caritative en novembre 1990. La station a subi une transformation majeure en 1993, devenant Whanau FM. Une des fréquences de la station a été reprise par Mai FM en 1998 ; l'autre est devenu Pumanawa FM avant de revenir plus tard à Te Arawa FM. Elle est disponible sur 89,0 FM à Rotorua.